# Dassaretas

Mapa do Epiro e cidades e povos vizinhos

Dassaretas ou dexaros (em grego: Δασσαρέται/Δεξάροι; romaniz.: Dassarétai/Dexároi; em latim: Dassaretae) foram uma antiga tribo grega do Epiro, a subtribo mais setentrional dos caônios, que viveu do Monte Amiro (Monte Tomor) ao Lago de Ócrida na fronteira com a Ilíria, numa região conhecida como Dassarécia. Segundo William Smith, eram de origem ilíria e teriam como nome alternativo dassarécios (em latim: Dassaretii).
Isso, porém, trata-se dum erro interpretativo do relato de Estrabão, quando de sua menção da tribo ilíria dos dassarécios, que habitaram mais ao norte. O geógrafo do século VI a.C. Hecateu de Mileto descreve-os como a tribo mais setentrional dos caônios, um povo falante do grego que residiu próximo a tribo ilíria dos enquéleas. Estrabão, citando Teopompo, escreveu sobre as 14 tribos epirotas falantes dum forte dialeto grego ocidental (do qual os dassaretas fizeram parte).